# Héroe de leyenda (canción)
«Héroe de leyenda» es el primer sencillo del grupo español de rock Héroes del Silencio perteneciente al EP homónimo Héroes del Silencio publicado en 1987. Es, además, el primer sencillo de este EP del que fue el corte nº 4. Asimismo, se recopiló dentro del primer álbum de estudio de la banda de título El mar no cesa y del que fue el corte nº 11 en la versión vinilo y el nº 13 en su versión CD, en todas sus versiones como la canción final, algo extraño para un single debut, y fue el tema n° 7 del álbum Senderos de Traición para su edición en México y Latinoamérica en 1992, alterando el tracklist de dicho álbum y omitiendo El Cuadro II.

## Lista de canciones
1. «Héroe de leyenda» - 4:11
2. «El mar no cesa» - 3:07

## Créditos
- Juan Valdivia — guitarra.
- Enrique Bunbury — voz y guitarra acústica.
- Joaquín Cardiel — bajo eléctrico y coros.
- Pedro Andreu — batería.